# Nuvo (licor)
Nuvo L'esprit De Paris es un vino fortificado comercializado como licor espumoso. Nuvo se fabrica en París, Francia, y el London Group se encarga de su importación. Nuvo originalmente se comercializaba como una bebida para la mujer; las primeras botellas incluían la frase «For Her» («para ella»). Después la compañía suprimiría dicha leyenda de la etiqueta.
Existen cuatro variantes de la bebida, Nuvo Classic (Rosa), Nuvo Lemon Sorbet (Amarillo), Nuvo Red Velvet Cake (Rojo) y Nuvo Peach Cobbler (Naranja)

## Producción
La botella de Nuvo se asemeja a una botella larga de perfume. La bebida se confecciona a base de granos y agua de manantial, para después mezclarse con el vino espumoso y con vodka, dando como resultado una bebida a base de vino fortificado y vodka espumoso.

## Patrocinio
La botella de Nuvo Classic (Rosa) fue parte del videoclip de la canción "Hasta Abajo" del cantante Don Omar siendo parte importante de la letra y la temática del videoclip
. 